# Masauso Tembo
Masauso Tembo (Zambia; 25 de febrero de 1976) es un exfutbolista de Zambia que jugaba en la posición de delantero.

## Carrera

### Club
| Periodo   | Club              |
| --------- | ----------------- |
| 1997-1998 | Zamsure FC        |
| 1999      | Zanaco FC         |
| 1999–2001 | Al Urooba Club    |
| 2001–2002 | Zanaco FC         |
| 2003–2005 | City of Lusaka FC |
| 2006–2007 | Johor FA          |
| 2007–2008 | Lusaka Dynamos FC |
| 2008–2009 | Petro Atlético    |

### Selección nacional
Jugó para Zambia en 30 ocasiones de 1997 a 2000 y anotó cuatro goles; participó en dos ediciones de la Copa Africana de Naciones.

## Logros
- Primera División de Zambia (1): 2002
- Copa de Zambia (1): 2002
- Girabola (1): 2009